# 秦煦
秦煦，中國清朝官員。1862年，秦煦接替圖塔本，於台灣擔任台灣府海防兼南路理番同知。品等為正五品的該官職隸屬於台灣府，主管全台灣船政治安業務及台灣南路之台灣原住民事務，相當於副知府。
| 前任： 圖塔本 | 台灣府海防兼南路理番同知 1862年上任 | 繼任： 葉宗元 |